# الرحاحلة (تعاتعة)
الرحاحلة هو دُوَّار يقع بجماعة كشولة، إقليم الصويرة، جهة مراكش آسفي في المملكة المغربية. ينتمي الدوّار لمشيخة تعاتعة التي تضم 6 دواوير. يقدر عدد سكانه بـ 912 نسمة حسب الإحصاء الرسمي للسكان والسكنى لسنة 2004.

## روابط خارجية
- البوابة الوطنية للجماعات الترابية
- المندوبية السامية للتخطيط